# 屈赤角
屈赤角（？—？），羋姓，屈氏，名赤角，字子朱，中国春秋時期楚國的大夫。屈禦寇之子。
《左传·鲁文公三年》（前624年）记载有“息公子朱”，《春秋分记》、《绎史》皆认为子朱名为屈朱，是息公子边（屈禦寇）之子。
赵逵夫认为，屈公子朱即楚屈子赤角簋盖中记载之屈子赤角，子朱是其字。